# Alain Monges
Alain Monges, né le 16 avril 1950 à Saïgon (Vietnam) est un chef coiffeur et maquilleur français.
Il évolue dans le milieu de la photographie et du cinéma dès les années 1970.

## Biographie
Il naît en Indochine française, de parents eurasiens et de nationalité française il passe son enfance à Saïgon et quittera le Vietnam pendant la guerre. Il est rapatrié par avion en France avec une partie de sa famille le 3 mars 1968 où il s'installera ensuite sur Marseille.
Arrivé en France à l'âge de 18 ans, Alain passe rapidement son CAP de coiffure en candidat libre et travaille tous les week-ends dans un salon de coiffure à Marseille appelé "Lucie et René".
Il fera un stage chez L’Oréal et travaillera en tant qu'apprenti dans le salon de Denyse Van Nuvel à Marseille avant de partir faire son service militaire en 1970 en région parisienne.
Entre 1970 et 1971, il effectue ses classes en tant que coiffeur sur la base aérienne de Villacoublay avant d'être muté à Bricy près de la ville d'Orléans.
À la suite de son service militaire, il reste sur la région parisienne et poursuit un stage à l'Académie L'Oréal rue Royale dans le 8ème arrondissement de Paris.
Alain est recruté par le célèbre coiffeur Jean-Marc Maniatis après l'ouverture de son premier salon, il y travaillera durant deux années où il rencontrera, en 1972, sa femme également coiffeuse de formation.
En 1974, il saisit une opportunité en travaillant pour le photographe publicitaire Hervé Nabon et démarre ainsi sa carrière de coiffeur studio.

## Vie professionnelle
Alain est recruté par Mod'shair, première agence française de coiffure dans le milieu de la mode où il commence sa carrière dans la publicité et le cinéma, il participe également à l'inauguration de l'ouverture du premier salon Mod'shair rue de Rennes à Paris en 1974.
À 23 ans, il fait ses premiers pas dans le cinéma en tant que coiffeur avec le long métrage La Dernière Bourrée à Paris réalisé par Raoul André
En 1975, il travaille ensuite à son nom sur le long métrage de Jean Daniel Pollet L'Acrobate
Jusque dans les années 1980, Alain Monges collabore avec des photographes de renom tel que Hervé Nabon, Gilles Bensimon, Helmut Newton, Deborah Turbeville Norman Parkinson, Sarah Moon, Peter Lindbergh ou encore Victor Skrebneski. Ses coiffures se retrouvent alors dans de nombreux magazines en France et ailleurs, notamment dans Elle, Marie Claire, Vogue,  ainsi que les catalogues La Redoute et Les 3 Suisses en France, et les revues allemandes Petra, Brigitte, Für Sie (en) ou américaine Town and Country.
En parallèle il participe à des défilés de mode pour assister le coiffeur de haute couture Alexandre de Paris.
À 34 ans, il coiffe Johnny Hallyday pour une de ses représentations au Zénith de Paris.
Dans les années 1980, il se forme également au métier de maquilleur pour élargir ses compétences professionnelles.
En 1990, il travaille sur la chaîne Canal+ pour l’émission Canaille Peluche animée par Valérie Payet. 

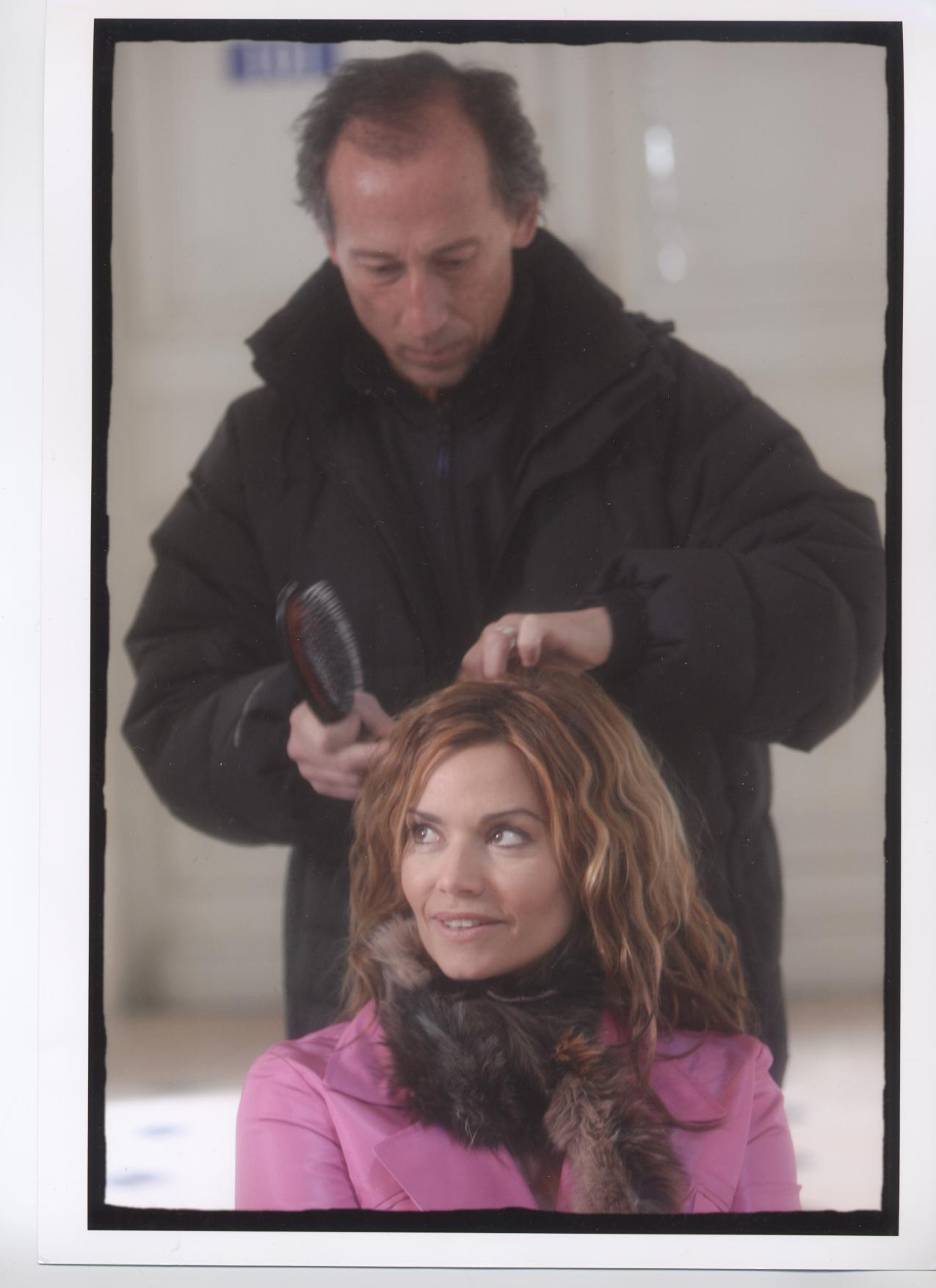
En train de faire un raccord sur la coiffure de la comédienne Ingrid Chauvin.

Il poursuit sa carrière d'intermittent du spectacle en obtenant des contrats auprès de plusieurs boîtes de production dont La Pac, Hamster, Première Heure, Téléma ou Major.
Dans les années 1990, il coiffe et maquille les comédiens de nombreuses publicités de télévision notamment des spots Yop, La Poste ou Alain Afflelou qui marqueront par leurs slogans (T'as craché dans ton Yop ?, Il y a pas écrit la poste là !, Il est fou Afflelou ! Il est fou !), il côtoiera également Jean-Claude Dreyfus pour les publicités de la marque Marie.
En 2001, il travaille en tant que maquilleur sur le long métrage Le 15 Août produit par Luc Besson avec qui il collabora quelques années plus tard sur un épisode d'Arthur et les Minimoys en tant que chef coiffeur.
Dans les années 2000, Alain enchaîne les séries produites par TF1 telles que Section de Recherches, Le Grand Patron, Brigade Navarro et Femmes de loi où il rencontrera Ingrid Chauvin qu'il suivra ensuite sur de nombreuses sagas et autres téléfilms, notamment Dolmen, Suspectes, Le Monsieur d'en face ou encore Chassé Croisé amoureux où il tiendra même un rôle de figurant.
Fin 2008, alors qu'il doit retrouver Ingrid Chauvin sur le tournage de la série Les Toqués, il ne peut honorer son contrat à la suite du diagnostic d'une maladie, il subit une opération qui le contraint à écourter sa carrière professionnelle à l'âge de 58 ans.

## Vie privée
Alain Monges est fils unique d'une mère secrétaire et d'un père boulanger de formation, il a une demi-sœur du côté maternel et trois demi-frères et une demi-sœur du côté paternel. Il passe son enfance au Vietnam où il est élevé par une de ses tantes et grandit avec ses cousins.
Une fois en France, Alain rencontre en 1972 sa future femme Joëlle Lauper alors qu'elle travaille également chez Jean-Marc Maniatis sous le pseudonyme Heïdi. Ils travailleront ensemble sur le film de Raoul André La Dernière Bourrée à Paris.
Après une séparation de 3 ans ils se retrouvent le 15 août 1977, se marient et fondent une famille.
De leur union naissent deux filles, Marie Monges (née le 15 août 1979) et Mélanie Monges (née le 18 janvier 1985).

## Filmographie

### Longs métrages
- 1973 : La Dernière Bourrée à Paris de Raoul André
- 1974 : Q de Jean-François Davy
- 1976 : L'Acrobate de Jean-Daniel Pollet
- 2001 : Le 15 Aout de Patrick Alessandrin

### Séries télévisées
- 2000-2006 : Femmes de loi avec Ingrid Chauvin et Natacha Amal
- 2004 : Le Grand Patron avec Francis Huster
- 2006-2008 : Section de Recherches avec Xavier Deluc
- 2007-2008 : Brigade Navarro avec Roger Hanin